# Combate de Huamanga
El combate de Huamanga fue un enfrentamiento militar librado el 29 de noviembre de 1820 entre las fuerzas realistas y patriotas, acabando con la victoria de las primeras.

## Antecedentes
Ante la incursión del general patriota Juan Antonio Álvarez de Arenales en la sierra peruana, el gobierno virreinal decidió reforzar las defensas en Puno, Arequipa y Cuzco, para lo que fue enviado el brigadier Mariano Ricafort con 2 batallones de infantería y 3 escuadrones de caballería a Huamanga, ciudad que se había pronunciado a favor de los patriotas. Sin embargo, Arenales se adelantó y el 31 de octubre de 1820 entraba en la ciudad. Ante esto, Ricafort se mantuvo amenazando la retaguardia patriota, sofocando los levantamientos que Arenales había incentivado en su paso de Ica a Huancayo.
Ricafort salió de Arequipa con el batallón N.º1 del regimiento de Infantería Imperial Alejandro I y el escuadrón Dragones de Arequipa en dirección a Lima, llegando a Andahuaylas; su unidad era conocida como la «división de Reserva». En tanto, el 1 de noviembre salió de Cuzco el batallón Chilotes o Castro y dos escuadrones de Granaderos de la Guardia al mando del brigadier Antonio María Álvarez Tomás, reuniéndose con Ricafort en Andahuaylas.
La división de Ricafort, según los patriotas, se componía de 2000 efectivos, muchos de ellos locales reclutados a la fuerza y mal armados, incluyendo muchos colegiales. El número es respetado por Barros Arana pero Mitre lo reduce a 1.300. Por último, Torrente los eleva a 3.000.

## Combate
Después de recibir ese refuerzo, Ricafort siguió a Huamanga, donde se encontró con los indígenas de la comarca apostados en las alturas alrededor de la villa el 23 de noviembre. Poseían algunas piezas de artillería ligera y fusiles. Otros dicen que sólo tenían un pedrero y unas pocas escopetas viejas y fusiles. Podían ser alrededor de 4000 indios agrupados en torno a unas pocas milicias regladas. El brigadier esperaba encontrarse con Arenales, pero al hallar a esa hueste consideró que no habría mayor resistencia.
La población era grande, lo que les permitió concentrar un gran número de combatientes con los que confiaban defenderse de las represalias y saqueos que sufrirían de caer en manos monárquicas. Sin embargo, no sabían manejar los cañones y sus pocos fusiles estaban malos, estando la mayoría armados con piedras, palos, galgas, hondas, picas y rejones al mando del jefe guerrillero Santiago Landeo. Estaban congregados en cerros y quebradas haciendo ruido con sus huacras (cuernos de guerra incaicos), con su infantería en desorden, excepto los huamangas que estaban en reserva. Su caballería se componía de iquiches y morochucos, estos últimos en caballos raquíticos, diestros en el lazo y arrojar y recoger las boleadoras.
Al acercarse a la ciudad, Ricafort se vio rodeado por gruesas concentraciones de enemigos que hacían gran ruido con sus gritos de batalla, pero su fuego era desorganizado e inofensivo, bastando una carga de los realistas para romper las defensas. Se ordenó una carga a los escuadrones montados para dispersar al enemigo y se mandó una vanguardia de 60 infantes a cargo del coronel Antonio Seoane que se abrió camino hasta la plaza de armas, primero cargando con fuego de fusiles y después con arma blanca, causando una matanza y tomando la ciudad a las 20:00 horas. La lucha había durado sólo tres horas. Cinco horas después se envió a dos compañías a perseguir a los fugitivos, dando muerte a los que alcanzaron. Los testimonios dicen que los indios no pudieron hacer daño con sus picas o palos, pero si causaron heridos y unos pocos muertos con sus hondas, en cuyo uso eran muy experimentados.

## Consecuencias
Perseguidos sin piedad, los vencidos dejaron en el campo 200 muertos. Los jefes patriotas lograron escapar. El brigadier quiso seguir su persecución de Arenales, pero decidió cambiar su objetivo. Después de esta derrota, los patriotas sobrevivientes se refugiaron en Cangallo, donde plantearon nuevamente pelea.